# باولا بيري
باولا بيري (بالإنجليزية: Paula Berry)‏ هي منافسة ألعاب القوى أمريكية، ولدت في 18 فبراير 1969.

## وصلات خارجية
- باولا بيري على موقع الاتحاد الدولي لألعاب القوى (الإنجليزية)
- باولا بيري على موقع أوليمبيديا (الإنجليزية)